# Санджованезе
Аматорське спортивне товариство Санджованезе 1927 або просто «Санджованезе» (італ. Associazione Sportiva Dilettantistica Sangiovannese 1927) — італійський футбольний клуб із міста Сан-Джованні-Вальдарно. Виступає в Серії D, четвертому дивізіоні чемпіонату Італії. Клубні кольори – білий та синій, домашня арена – стадіон Віргіліо Федіні, який вміщує приблизно 3800 глядачів.
За свою історію зіграв у 11-ти сезонах Серії С, 4 — у Серії С1 та 11 — у Серії С2.

## Історія
«Санджованезе» заснований під назвою «Спортивна спілка» в 1927 році юристом Альфредо Мерліні. Наприкінці 30-х років вперше зіграв у Серії С.
Наприкінці чемпіонату 1957/58 років «Санджованезе» перевели у новий турнір Серія D, де залишався до 1971 року; у вище вказаному році підвищений до Серії C. Під президентством Іво Джорджі санджіованезці зайняли четверте місце у сезоні 1974/75 років, позиція, яка досі залишається найкращою в історії. Виліт до Серії D відбувся наприкінці сезону 1981/82 років. У 80-х та 90-х роках команда брала участь у чемпіонатах з Підвищення, Досконалості та Національних аматорських чемпіонатів.
З чемпіонатом 1999/2000 років під президентством Ардуїно Каспріні та технічним керівництвом Леонардо Акорі відбувся вихід до Серії С2. Наступні сезони приносять багато задоволення вболівальникам «Санджованезе».
У першому професіональному чемпіонаті команда завершила другий раунд на шостому місці. У півфіналі плей-оф зустрічається з «Алессандрією», пройшовши раунд з важливою перемогою на стадіоні Джузеппе Моккагатта; але в фіналі плей-оф йому не вдається перемогти «Про Патрію». У наступному сезоні 2002/03 років команду очолив Джузеппе Санніно й придбано важливих гравців, таких як Франческо Баяно й Давіде Москарделлі, справжній таланти, виховані вальдаранцями, який гратиме декілька сезонів у Серії А і Серії В з дворянськими клубами. Чемпіонат починається з престижної нічиї 1:1 проти «Фіорентини Віоли» на нейтральному полі стадіоні «Чітта ді Ареццо» голом колишнього Баянців і закінчується командою, що посідає шосте місце. Санніно не виправдав довіру й новим головним тренером призначили Мауріціо Саррі, відомому тим, що три сезони тренував Сансовіно, вивів клуб з К'яніни до професіоналів. Інтуїція керівництва виявилася переможницею: під керівництвом Саррі Санджіованка вийшла на друге місце після «Гроссето» й вийшла в плей-оф: цього разу команда спочатку зустрілася з «Губбіо», а потім із Гуальдо; Санхіо, підтримуваний значною кількістю вболівальників, перемагає обидва клуби з Умбрії й таким чином потрапляє в Серію С1. Все ще під керівництвом Саррі команда провела чудовий сезон у групі А С1, де зайняла восьме місце. 26 грудня 2004 року в трагічній ДТП загинув президент Каспріні. Компанія переходить до італо-аргентинця Рікардо Омара Чіанчілли. У сезоні 2005/06 років тренерський місток довірили дуже досвідченому тренеру дивізіону: П'єро Бралья. Вальдарнський клуб провів чудовий сезон у групі B Серії С1, де протистояв таким іменитим командам, як «Наполі»; з вище вказаним клубом здобув престижну нічию 1:1 на стадіоні Віргіліо Федіні, який зібрав аншлаг та рекордну відвідуваність. За підсумками чемпіонату команда посідає п’яте місце й вперше в своїй історії виходить у плей-оф Серії В. У півфіналі плей-оф зіграли внічию 0:0 як у першому матчі, так і в матчі-відповіді проти «Фрозіноне», команди, яка згодом виграє плей-оф, поклавши крапку в кампанії Марзокко.
У наступному сезоні 2006/07 років «Санджованезе» закріпився у нижній частині турнірної таблиці й у підсумки посів п'ятнадцятому місці; команда змушена була зіграти, команда зустрічається з «Піцзіґеттоне» і, перемігши його, вдається уникнути вильоту. Однак цього не було в наступному сезоні 2007/08 років; з червня 2007 року команда під керівництвом групи, яку очолював Леарко Лаззеріні, місцевого підприємця у сфері водопостачання та опалення, завершує чемпіонат на сімнадцятому місці і зазнає поразки в поєдинках від «Пістоєзе». Наступного сезону Санхіо рятується від вильоту в останньому турі. 16 березня 2008 року помер президент Леарко Лазеріні. У сезоні 2009/10 років команда бере участь у плей-оф, щоб вийти в Лага Про Пріма Дивізіону. У першому півфінальному матчі «Санджованезе» переміг «Сан-Марино» з рахунком 1:0, а на виїзді програли з рахунком 1:3. Влітку 2010 року вилетів до Леги Про Секонда Дивізіону. Команда переживає сезон із низьким рейтингом у групі Б, і лише складніша ситуація в Фано та Вілласідрезе захищає її від вильоту. Під час чемпіонату гравці влаштували декілька гучних протестів на полі через те, що компанія не виплатила декілька місяців.
У 2011 році «Санджованезе» відмовився від реєстрації в Лега Про і відповідно до статті 52 параграф 10 NOIF ІФФ, натомість створили нову команду під назвою «Сан-Джованні Вальдарно», зареєстрований безпосередньо в Есселенса Тоскани під керівництвом родини Граці. У вище вказаному турнірі провів два усішні сезони, які завершив на четвертому й третьому місці відповідно. У сезоні 2013/14 років команда посідає друге місце в групі, виграє плей-оф проти «Кастельнуовезе», а після цього й національний плей-оф проти «Авеццано» й «Лентіджоне», й таким чином отримав підвищення до Серії D. У наступному чемпіонаті вальдарнський клуб чудово провів другий раунд під керівництвом Роберто Малотті, подарувавши вболівальників результатами, серед яких виділяється домашня перемога над «Сієною» з рахунком 2:1. У липні 2015 року компанія отримала назву «Аматорська спортивна асоціація Санджованезе 1927», а посаду головного тренера довірили Дженнаро Руотоло. З вище вказаним фахівцем провів непоганий чемпіонат, в якому зайняв дев’яте місце.
Наприкінці сезону сім'я Граці залишає клуб групі підприємців, на чолі з Джузеппе Перпіньяно, який раніше займав посаду президента «Барлетти». Нове керівництво складалося з: президента Фабріціо Сорвілло, віце-президента Даніеле Ламі та генерального й спортивного директора Джованні Карабелло. Тренерський місток доручили Чіро Джінестри.
Після відставки Сіро Джінестри, починаючи з 7 грудня 2016 року, першу команду з Сан-Джованні довірили тренеру Андреа Берніні, колишній тренер юнацької збірної країни. У наступні дні також настануть відставки Ради директорів, а саме Джузеппе Перпіньяно, Фабріціо Сорвілло, Даніеле Ламі та Джованні Карабелло.
Робота Берніні на тренерському містку першої команди закінчується у вівторок, 21 лютого 2017 року, коли його звільненили з займаної посади. Поразка попередньої неділі від «АПД Рбелле» залишається останнім офіційним матчем. Наступного дня Рада директорів представляє нового тренера Маріо Палацці, колишнього наставника «Фоліньо», родом з Ареццо, багаторічного співробітника Серсе Космі.
21 травня 2017 року вилетів до чемпіонату Екселленс Тоскана на полі Колліджана, програвши плей-оф на виліт з рахунком 1:2.
У червні 2017 року Рада директорів приймає рішення подати заяву на повернення, 6 липня 2017 року делегація «Санджованезе» представляє необхідну документацію для заявки на повернення.
Національна аматорська ліга наприкінці сезону, 1 серпня оголошує про повернення «Санджованезе» до групи D Серії D.

## Досягнення
- Серія C2
  -  Срібний призер (1): (група B)

- Аматорський чемпіонат Італії
  -  Чемпіон (1): 1999/2000
  -  Срібний призер (3): 1995/96 (група E), 1996/97 (група E), 1998/99 (група E)
  -  Бронзовий призер (1): 1993/94 (група E)

- Серія D
  -  Чемпіон (2): 1970/71 (група E), 1999/2000 (група E)

- Серія D
  - Підвищення (1): 1977/78 (група E)

- Еццеленца
  -  Чемпіон (1): 1992/93
  -  Срібний призер (1): 2013/14 (група B)
  -  Бронзовий призер (1): 2012-2013 (група B)

- Промоціоне
  -  Чемпіон (1): 1990/91 (група C)
  -  Срібний призер (1): 1950/51 (група H)

- Національний чемпіонат Данте Берретті
  -  Чемпіон (1): 1968/69  (турнір Серії D)

- Напівпрофесіональний кубок Італії
  -  Фіналіст (1): 1976/77

- Кубок італійської Серії D
  - 1/2 фіналу (1): 2015/16

## Статистика та рекорди

### Виступи в чемпіонаті

#### Національний чемпіонат
За 78 сезонів, починаючи зі вступу в ІФФ в 1921 році, 54 були зіграні на національному рівні, починаючи з дебюту в Серії C 1939/40.
| Категорія | Категорія                          | Виступів | Дебют     | Останній сезон | Загалом |
| --------- | ---------------------------------- | -------- | --------- | -------------- | ------- |
| 3°        | Серія C                            | 11       | 1939-1940 | 1976-1977      | 15      |
| 3°        | Серія C1                           | 4        | 2004-2005 | 2007-2008      | 15      |
| 4°        | Промоціоне                         | 4        | 1948-1949 | 1951-1952      | 39      |
| 4°        | IV Серія                           | 1        | 1958-1959 | 1958-1959      | 39      |
| 4°        | Серія D                            | 15       | 1959-1960 | 2015-2016      | 39      |
| 4°        | Серія C2                           | 11       | 1978-1979 | 2010-2011      | 39      |
| 4°        | Міжрегіональний чемпіонат          | 1        | 1982-1983 | 1982-1983      | 39      |
| 4°        | Національний аматорський чемпіонат | 7        | 1993-1994 | 1999-2000      | 39      |

#### Регіональні змагання
За 78 сезонів, починаючи зі вступу в ІФФ в 1921 році, 23 зіграли на регіональному рівні, починаючи з дебюту в Третьому дивізіоні в сезоні 1928/29.
| Дивізіон | Дивізіон                           | Сезонів | Дебют     | Останній дивізіон | Загалом |
| -------- | ---------------------------------- | ------- | --------- | ----------------- | ------- |
| 1°       | Третій дивізіон                    | 2       | 1928-1929 | 1929-1930         | 23      |
| 1°       | Перший дивізіон                    | 2       | 1937-1938 | 1938-1939         | 23      |
| 1°       | Промоціоне                         | 13      | 1952-1953 | 1990-1991         | 23      |
| 1°       | Національний аматорський чемпіонат | 1       | 1957-1958 | 1957-1958         | 23      |
| 1°       | Еццеленца                          | 5       | 1991-1992 | 2013-2014         | 23      |

## Кольори та символи
Клубні кольори – синій та білий. Натомість талісманом клубу є «Марзокко», популярний символ флорентійського лева, який однією лівою лапою тримає щит, на білому тлі якого відтворена золота лілія.

## Уболівальники

### Історія
Організовані групи вболівальників в Сан-Джованні Вальдарно, зародилися 1974 року під назвами «Рейнджерс» і «Коммандос», які супроводжували «Санджіо» в матчах Серії С.
У дев’яностих, з поверненням до національного аматорського чемпіонату після десятиліття войовничості на регіональному рівні виникли Irriducibili (1991), Alcool Bani 90, Cappottati (1994), Ultras Marzocco (1999) і Legione Biancoazzurra.
У 2000 році, після переходу в Серію С2, виникла Стара гвардія. З виходом до Серії C1 (2004) з'явилися Combriccola Autonoma, результат злиття попередніх груп Combriccola і Gruppo Autonomo.
У 2013 році виникла група Istinto Ribelle.
Зараз активними є групи Rebel Instinct та GMS (тобто решта кроків).
Ультрас займають свої місця в багаторівневій секції, названій на честь Марко Сестіні, багаторічного фаната «синіх», який передчасно помер.

### Побратимство та принципове суперництво
Ультрас «Синіх» підтримують побратимство з фанами «Фоліньо», «Поггібонсі» та «Павії».
Також відбулося побратимство з фанатами «Ареццо», розформованого в 2002 році.
Натомість головне суперництво – з фанатами «Монтеваркі», який має Вальдарнське дербі. Перший матч зіграли в Монтеваркі 8 грудня 1929 року в чемпіонаті третього дивізіону, який завершився перемогою господарів з рахунком 3-0 (голи Маркіонні та дубль Бузоні). На сьогодні останнє Вальдарнське дербі в хронологічному порядку відбулося в сезоні 2020/21 років, в якому Монтеваркі переміг з рахунком 2:1. Інші принципові протистояння «Санджованенсе» має з «Гроссето», «Прато», «Емполі», «Пістоєзе» та «Коліяною».